# Người du mục toàn cầu
Một người du mục toàn cầu là một người sống một lối sống lưu động khắp thế giới. Họ sống độc lập với địa điểm, tách rời khỏi các địa điểm địa lý cụ thể và ý tưởng về định cư.